# Дунаев, Андрей Фёдорович
Андре́й Фёдорович Дуна́ев (род. 27 августа 1939, Алёшкино, Ульяновская область) — советский и российский государственный деятель. Министр внутренних дел РСФСР c 13 сентября 1991 по 15 января 1992 года, и. о. министра внутренних дел Российской Федерации по версии вице-президента Александра Руцкого — с 22 сентября по 3 октября 1993 года. Народный депутат РСФСР с марта 1990 по октябрь 1991 года. Был председателем Совета директоров банка «Глобэкс», генерал-лейтенант внутренней службы в отставке.

## Биография
Родился в селе Алёшкино Ульяновской области. Отец — русский, мать мордовка, владеет эрзянским языком. В ряде источников национальность Дунаева указана как мордвин.
Окончил Алма-Атинскую специальную среднюю школу милиции МВД СССР в 1959 году, Высшую школу милиции МВД СССР. Работал оперуполномоченным с 1959 по 1965 год, старшим оперуполномоченным УВД Кустанайского облисполкома (Казахская ССР), затем c 1965 года — заместителем начальника Отдела внутренних дел Джетыгаринского горисполкома Кустанайской области. С 1967 г. — начальник Отдела внутренних дел Тереньгульского райисполкома Ульяновской области. C 1973 года — начальник отдела уголовного розыска МВД Чечено-Ингушской АССР.
В 1978 году был направлен на учёбу в Академию МВД СССР.
В 1979—1980 — заместитель министра внутренних дел Дагестанской АССР. 
В 1980—1985 — начальник УВД Вологодского облисполкома, генерал-майор милиции. 
В 1986—1990 — начальник Калининградской специальной средней школы милиции МВД СССР.
В 1990 году вышел из КПСС.
В марте 1990 года избран народным депутатом РСФСР от Ленинградского территориального избирательного округа № 401 Калининградской области, входил во фракцию «Коммунисты за демократию».
С 26 октября 1990 — заместитель министра внутренних дел РСФСР, начальник Службы по работе с личным составом МВД РСФСР.
19 августа 1991 года ввел в Москву для обороны Белого дома от ГКЧП курсантов милицейских учебных заведений. Руководил боевой группой МВД во время операции по возвращению президента СССР М. Горбачёва из Фороса. Участвовал в арестах председателя КГБ СССР Владимира Крючкова и министра обороны СССР Дмитрия Язова.
С 13 сентября 1991 года по 15 января 1992 года — министр внутренних дел РСФСР. В связи с назначением Дунаева на должность министра Верховный Совет РСФСР, согласно статье 12 закона РСФСР о выборах народных депутатов РСФСР и части 3 статьи 92 Конституции РСФСР, досрочно прекратил его депутатские полномочия. 26 февраля 1993 года Конституционный суд России признал данное решение законным.
C 13 сентября по 6 ноября 1991 года — член Государственного совета при Президенте РСФСР (по должности министра).
На заседании коллегии правительства РСФСР выступал за сохранение СССР и предлагал президенту России Борису Ельцину идти на выборы президента СССР.
18 апреля 1992 года был назначен первым заместителем министра внутренних дел России, освобожден от должности 22 июля 1993 года. Причиной отставки с поста первого заместителя министра внутренних дел стало обвинение Дунаева и министра безопасности Виктора Баранникова в злоупотреблении служебным положением со стороны Межведомственной комиссии по борьбе с коррупцией при Президенте РФ.
22 сентября 1993 года указом утверждённого Верховным Советом и. о. Президента России А. Руцкого был назначен и. о. министра внутренних дел. 3 октября назначен министром по особым поручениям при и. о. Президента Российской Федерации. После штурма Верховного Совета России 4 октября был арестован и находился в следственном изоляторе Лефортово. Освобождён по амнистии 26 февраля 1994 года. После освобождения находится на пенсии и занимается бизнесом.
С 1994 года — председатель Совета директоров АКБ «Новый русский банк» (г. Москва). C 1996 по 2006 год был председателем Совета директоров банка «Глобэкс». Впоследствии возглавил компании АО «Ульяновсккурорт» и «Симбирские курорты», которым принадлежат несколько санаториев и баз отдыха. По состоянию на 2011 год, является председателем совета директоров АО «Ульяновсккурорт» и по данным на 2005 год являлся его основным акционером.
Женат: два сына Вадим и Ростислав, пять внуков, два правнука.
Во время милицейской службы в Казахстане стал чемпионом по самбо.